# Via Cortevecchia
Via Cortevecchia, a Ferrara, unisce piazza Cattedrale a piazza Saint Etienne (dove sorge la chiesa di Santo Stefano) e arriva in via Boccacanale di Santo Stefano. In uno slargo sul lato della parallela via Garibaldi si apre piazza Cortevecchia.

## Storia
La via appartiene al nucleo urbanistico medievale della città estense.
Le prime notizie sulla strada e sugli edifici che si affacciavano su di essa risalgono almeno al XII secolo. Fu un centro della vita cittadina, sede di varie attività artigianali e commerciali; su di essa si affacciarono chiese, un convento, un ospedale. Nelle sue vicinanze, accanto all'oratorio di San Filippo Neri, fu attivo un teatro voluto da Alfonso II d'Este. Costruito su base quadrata, con molte parti in legno, nel 1660 venne distrutto da un incendio, fu ricostruito nel 1703 e poi definitivamente demolito.

### Origini del nome
Il nome Corte-vecchia si deve al fatto che, durante il periodo degli Estensi, la via costeggiava la vecchia Corte (il palazzo dove la nobile famiglia risiedette prima della costruzione del Castello Estense cioè sino alla fine del XIV secolo). 
Fu chiamata anche strada della Trinità perché all'angolo con via Boccaleone sorgevano una chiesa ed un monastero dedicati a San Giovanni Gerosolimitano (entrambi chiamati Trinità), e ad essi era legato un ospedale. Chiesa e monastero, come in molti altri casi simili a Ferrara ed in altri luoghi dove arrivarono le truppe francesi di Napoleone Bonaparte, vennero soppressi dal governo della Repubblica Cisalpina, nel 1798.
Un altro nome fu anche strada degli Orefici per il gran numero di botteghe di oreficeria presenti nel tratto iniziale della via, tra l'apertura verso piazza Trento e Trieste e l'incrocio con via Boccaleone.

## Luoghi di interesse

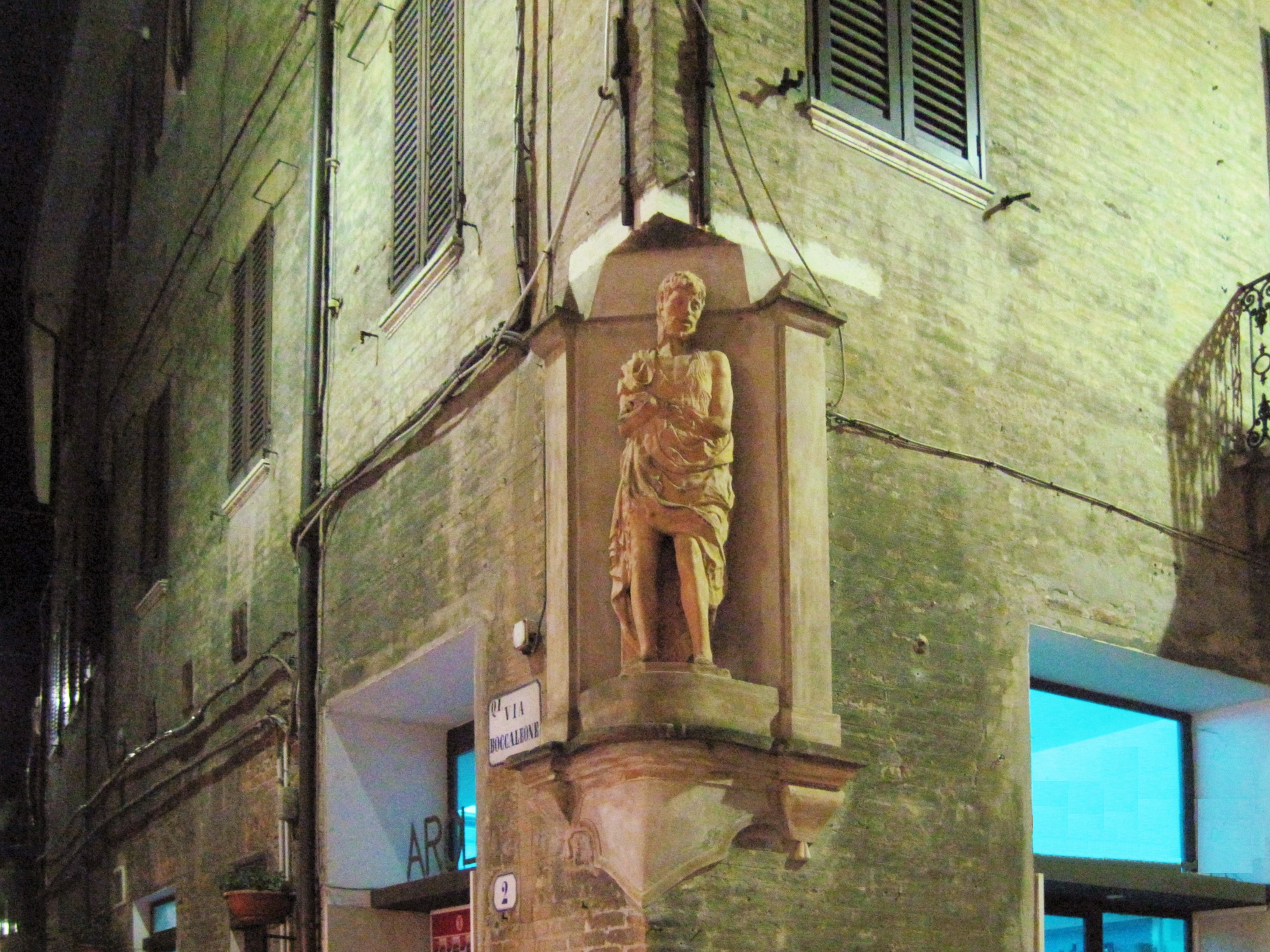
Statua di San Giovanni Battista, replica di un esemplare quattrocentesco eseguita nel 2005 da Alfredo Filippini nella nicchia posta in via Cortevecchia, a Ferrara.

- Lungo la via si apre il vicolo dei Duelli, (o via Fortinpiedi). Di fronte a questa via un tempo si seppellivano i morti, e poi si abbandonarono sul sagrato della chiesa di Santo Stefano. Sempre sulla via, sul lato di corso Porta Reno, si affaccia il palazzo che fu di Alessandro Dalle Colonne e dove segretamente sembra che si giocasse alla Rollina, ufficialmente vietata.
- All'angolo tra via Cortevecchia e via Boccaleone è presente una nicchia con la statua di San Giovanni Battista a testimoniare che in passato qui erano presenti la chiesa ed il convento della Trinità. La statua in terracotta è la riproduzione, eseguita nel 2005 dallo scultore Alfredo Filippini, di un originale collocato nella prima metà del cinquecento e caduto al suolo a seguito di un violento temporale. L'originale, opportunamente restaurato, viene custodito presso il palazzo dei Diamanti.[1]